# Roberts megye (Texas)
Roberts megye az Amerikai Egyesült Államokban, azon belül Texas államban található. Megyeszékhelye és legnagyobb városa Miami. Lakosainak száma 827 fő (2020. április 1.). Roberts megye Hansford, Ochiltree, Lipscomb, Hemphill, Gray, Carson, Hutchinson és Wheeler megyékkel határos.

## Népesség
A megye népességének változása:
| Lakosok száma | 924  | 833  | 852  | 831  | 916  | 827  |
|               | 2010 | 2011 | 2012 | 2013 | 2015 | 2020 |